# Pauesia nigrovaria
Pauesia nigrovaria är en stekelart som först beskrevs av Léon Abel Provancher 1888.  Pauesia nigrovaria ingår i släktet Pauesia och familjen bracksteklar. Inga underarter finns listade i Catalogue of Life.